# Абламурадов, Нарзулла Наимович
Нарзулла́ Наи́мович Абламура́дов (узб. Narzullo Naimovich Oblomurodov) — узбекистанский государственный, политический и научный деятель. С 1 февраля 2021 по 19 декабря 2022 года являлся лидером Экологической партии Узбекистана. С 30 декабря 2021 года — председатель Государственного комитета Республики Узбекистан по экологии и охране окружающей среды.

## Биография
Родился в 1975 году в Самаркандской области. В 1996 году окончил Ташкентский университет мировой экономики и дипломатии и уехал для продолжения учёбы в Великобританию. В 2000 году окончил Бирмингемский университет. По специальности учёный-экономист, кандидат экономических наук, доцент.
С 2000 года работал в системе высшего образования Узбекистана, в частности, в Ташкентском финансовом институте, Ташкентском институте текстильной и лёгкой промышленности; занимал должности научного сотрудника, заведующего кафедрой, декана факультета. Также работал в банковско-финансовом секторе, в системе органов государственного управления, в том числе в службе защиты прав граждан, а также в службе по контролю и налаживанию работы с обращениями физических и юридических лиц при Администрации президента Республики Узбекистан.
В апреле 2020 года был назначен первым заместителем председателя Государственного комитета по экологии и охране окружающей среды Республики Узбекистан. 1 февраля 2021 года был избран председателем исполнительного комитета центрального совета Экологической партии Узбекистана. На посту лидера партии сменил Комилджона Тоджибоева, возглавлявшего партию с ноября 2020 года.
Выдвигался кандидатом в президенты Узбекистана от Экологической партии на выборах 2021 года. По результатам голосования, прошедшего 24 октября, получил 4,1% голосов.
30 декабря 2021 года назначен председателем Государственного комитета по экологии и охране окружающей среды Республики Узбекистан.
Помимо узбекского владеет английским и русским языками. Женат, имеет троих детей.